# Dhūl-Nūn al-Misrī
Dhūl-Nūn al-Misrī (n. aprox. 791/796, Akhmim, Egipt – d. aprox. 859/860, Cairo, Egipt) a fost un sfânt sufi egiptean foarte important. Este considerat una dintre personalitățile cele mai proeminente ale sufismului timpuriu. Este considerat unul dintre cei mai influenți profesori din perioada de formare a tradiției sufismului. Asemeni altor mistici și profesori sufi contemporani cu el, Dhūl-Nūn al-Misrī nu a lăsat o operă scrisă. Relatările despre acest sfânt sufi egiptean, relatări transmise de tradiția sufistă, cuprind povestiri legate de fapte miraculoase realizate de Dhūl-Nūn al-Misrī.

## Biografie
Viața lui Dhūl-Nūn al-Misrī
Informații biografice cu privire la Dhūl-Nūn al-Misrī sunt prezentate în articolul scris de Michael Ebstein, articolul este intitulat ”Dū l-Nūn al-Misrī and Early Islamic Mysticism”. Conform lui Michael Ebstein, numele sfântului egiptean nu este sigur, iar autorii musulmani medievali s-au referit, în ceea ce privește numele lui, la Tawbān, al-Fayd sau Fayyād. Dū l-Nūn era o poreclă. Tatăl (numele lui a fost Ibrahim sau Ahmad) sfântului egiptean era născut în Nubia și era un mawlā din tribul Quraish. Căutând educație spirituală și religioasă, Dhūl-Nūn al-Misrī s-a mutat la un moment dat la al-Fustāt. Conform surselor cercetate de Michael Ebstein, Dhūl-Nūn al-Misrī a făcut multe călătorii în scopuri ascetice și mistice, călătorii numite siyāhāt, el ar fi făcut călătorii în Siria, mai precis în Gabal Lubnān, în Damasc, în Antiohia, Manbij și Ierusalim, ca și la Mecca, Basra, Nordul Africii și chiar în Iran și Armenia, în Sinai și deșerturi. Dhūl-Nūn al-Misrī a murit în al-Gīza, unde se consideră că a și locuit și a predat învățătura sa. Michael Ebstein a menționat că sfântul egiptean a fost înmormântat în al-Fustāt și că devenise o personalitate religioasă renumită în al-Fustāt și în împrejurime și că în secolele următoare mormântul său a fost un loc de pelerinaj. Michael Ebstein a menționat mai multe variante găsite în sursele de informare cercetate pentru data morții, dar dintre toate variantele a considerat că cele mai autorizate surse au menționat data morții ca fiind în anul 859 sau 860.
Teme esențiale ale concepției spirituale a lui Dū l-Nūn al-Misrī
În “The Oxford Dictinonary of Islam”, John L. Esposito a scris: “Maximele lui înțelepte și poeme, care sunt extrem de dense și bogate în imagistică mistică, subliniază cunoașterea sau gnoza (marifah) mai mult decât teama (makhafah) sau dragostea (mahabbah), celelalte două căi majore ale realizării spirituale în sufism. Nu a supraviețuit nici o operă scrisă, dar o colecție vastă de poeme, maxime și aforisme atribuite lui s-au păstrat în tradiția orală.” 
	În articolul „Created for Compassion: Ibn 'Arabī's work on Dhū-l-Nūn the Egyptian”, scris de Cecilia Twinch și apărut în Journal of the Muhyiddin Ibn 'Arabī Society este prezentată cartea scrisă de Ibn 'Arabī despre Dhūl-Nūn al-Misrī, această carte este intitulată „al-Kawkab al-durrī: fi manāqib Dhi-l Nūn al-Misrī”, adică „Steaua strălucitoare: Despre virtuțile spirituale ale egipteanului Dhūl-Nūn al-Misrī”. Cartea lui Ibn 'Arabī cuprinde povestiri cu privire la sfântul egiptean și maxime ale acestuia, iar acestea sunt comentate de Ibn 'Arabī. În acest articol este subliniată importanța atitudinii de detașare față de lume în viața lui Dhūl-Nūn al-Misrī: „Detașarea față de această lume este frecvent subliniată de Dhūl-Nūn al-Misrī și de oamenii sfinți la care el a căutat îndrumare spirituală. Chiar dacă Dhūl-Nūn al-Misrī a fost descris ca un ascet sau ca cineva care renunță la lume, sper să arăt cum scrierile și comentariile lui Ibn 'Arabī cu privire la viața lui Dhūl-Nūn al-Misrī indică ideea că renunțarea la lume prin întoarcerea la Dumnezeu în final conduce la a vedea că lumea nu este altceva decât locul autorevelării lui Dumnezeu și întreaga creație este impregnată de compasiune.” 
	În articolul ”Dū l-Nūn al-Misrī and Early Islamic Mysticism”, Michael Ebstein, pe baza maximelor și învățăturilor sfântului egiptean, transmise de tradiția sufistă, a subliniat anumite aspecte esențiale ale vieții lui Dhūl-Nūn al-Misrī și anumite teme de prim plan ale concepției spirutuale ale acestuia: asceza, lupta omului împotriva sinelui inferior ("nafs"), iubirea dintre mistic și Dumnezeu ("hubb" sau "mahabba"), cunoașterea divină, prietenia cu Dumnezeu, stările și etapele mistice. 
Fapte miraculoase realizate de Dū l-Nūn al-Misrī și transmise de tradiția sufistă
În articolul „Created for Compassion: Ibn 'Arabī's work on Dhū-l-Nūn the Egyptian”, autoarea Cecilia Twinch prezintă și niște conexiuni dintre sfântul egiptean Dhūl-Nūn al-Misrī și Isus Cristos, conexiunile sunt făcute prin menționarea unor povestiri legate de viața sfântului egiptean, povestiri care relatează niște întâmplări miraculoase. Conform uneia dintre aceste povestiri sfântul egiptean a salvat un copil din stomacul unui crocodil, iar o altă povestire s-a referit la faptul că aflându-se în deșert, Dhūl-Nūn al-Misrī a scuturat un curmal și au apărut în mod miraculos curmale proaspete. Această ultimă povestire este pusă în conexiune cu povestirea din Biblie conform căreia Maria a scuturat un curmal și au apărut curmale proaspete, acest fapt s-a întâmplat înainte de nașterea lui Isus.
	Referitor la faptele miraculoase atribuite lui Dū l-Nūn al-Misrī, în articolul ”Dū l-Nūn al-Misrī and Early Islamic Mysticism” Michael Ebstein menționează: „Într-o încercare de a dovedi că Dū l-Nūn al-Misrī a fost un ‹magician› și un ‹teurg› care a fost influențat de tradiția hermetică și ocultă din Egipt, mai mulți savanți moderni au atras atenția asupra imaginii lui Dū l-Nūn al-Misrī ca înfăptuitor de miracole.” 	 Cu toate acestea, Michael Ebstein a considerat că în privința acestui subiect Dū l-Nūn al-Misrī nu a încurajat o preocupare excesivă pentru miracole și a considerat că adevăratele miracole sunt rezultatul grației divine și nu sunt produsul acțiunilor și puterilor omului. Michael Ebstein a considerat că este în acord cu învățătura lui Dū l-Nūn al-Misrī (cu privire la pericolul indulgenței față de sinele inferior, „nafs” a celui care merge pe calea mistică), ideea că „înfăptuind miracole, misticul își magnifică nafs al lui și își mărește aroganța, iar în cele din urmă se distanțează de Dumnezeu.”